# The Fame Monster
The Fame Monster is een extended play en het tweede album van de Amerikaanse pop-singer-songwriter Lady Gaga, dat op 23 november 2009 werd uitgebracht. Oorspronkelijk gepland als een heruitgave van het debuutalbum The Fame, werd de heruitgave een volledig nieuw ep album met acht nieuwe nummers. Op de luxe-editie staat een tweede cd-schijf bestaande uit de nummers van The Fame.

## Achtergrond

Lady Gaga op de Monster Ball Tour (2010)

De titel van het album refereert aan de keerzijde van beroemd zijn. De zangeres zei erover dat zij tijdens het toeren in 2008 en 2009 verschillende monsters is tegengekomen, de angst voor onder andere het 'seksmonster', het 'alcoholmonster', het 'liefdesmonster', het 'doodsmonster', het 'eenzaamheidmonster' en verder. Zij vergeleek de roemthema en de monsterthema als een yin en yang-concept. De nummers van het album waren oorspronkelijk geschreven voor de heruitgave van The Fame, maar Gaga was van mening dat heruitgaves te duur en oneerlijk zijn omdat er extra singles op een album worden geplaatst om de albumverkoop lopende te houden. Het platenlabel vroeg Gaga drie nummers voor de heruitgave te schrijven. Daarnaast vond ze dat de nieuwe nummers een apart concept en een muzikale belichaming bevatten en het de steun van de nummers op The Fame niet nodig had. Het album beschreef zij als een popexperiment met industriële/goth-beats, dancemelodieën uit de jaren 90 en een obsessie met de lyrische genialiteit van de melancholische popmuziek uit de jaren 80. De artworkfotografie is geschoten door Heidi Slimane en heeft een gothic uiterlijk, waardoor Gaga haar platenmaatschappij moest overtuigen om de foto's te gebruiken. De naam is identiek aan een merk van koptelefoons en elektronica, maar dat is volgens eigen zeggen toeval. Het merk Monster Cable heeft onder andere samenwerking met Dr. Dre.
Het album werd kritisch gemiddeld tot positief ontvangen, waarbij de nummers Bad Romance en Dance in the Dark  als uitschieters werden genoemd. Commercieel werd het album goed ontvangen, hoewel het in enkele landen niet als een individueel album maar als onderdeel van The Fame genoteerd werd. Het album bereikte de eerste positie in Canada en het Verenigd Koninkrijk. Ter promotie startte The Monster Ball Tour op 27 november, dat tot mei 2011 liep. Verder werd het album gepromoot met een optreden in Saturday Night Live.

## Singles
- Bad Romance werd uitgebracht als de eerste single van het nieuwe album. Een gedeelte werd uitgevoerd in Saturday Night Live. Het nummer ging op 6 oktober tijdens de finale-uitvoering van Alexander McQueen's Lente/Zomer 2010 in het kader van de Paris Fashion Week in première. Vanaf 27 oktober was het nummer op download verkrijgbaar. De single bereikte de eerste positie in onder andere Canada, het Verenigd Koninkrijk en Duitsland. Daarnaast behaalde het in de meeste genoteerde landen de top tien. In de Nederlandse Top 40 bereikte het nummer de tiende positie.
- Telephone werd al vroeg aangewezen als tweede single. De airplay voor de door Darkchild geproduceerde duet met Beyoncé begon eind december 2009. Het hitsucces in Nederland liet wat langer op zich wachten, maar na een aantal weken onder in de Nederlandse Top 40 hebben gestaan bereikte het nummer uiteindelijk nr. 6 in de top40.
- Alejandro is gekozen als derde single van The Fame Monster. De officiële video werd dinsdag 8 juni 2010 uitgebracht om 18:00 uur Nederlandse tijd. Via VEVO, YouTube en LadyGaga.com.
- Dance In The Dark zou oorspronkelijk de tweede single worden. Nadat was gekozen voor Telephone zou het de derde single worden. Wegens commotie met Interscope Records werd gekozen voor Alejandro. In juli 2010 werd Dance In The Dark de vierde officiële single van The Fame Monster, maar die werd nooit wereldwijd uitgebracht – de single verscheen alleen in Frankrijk, Australië en Nieuw-Zeeland. Van deze single is geen videoclip gemaakt en het heeft maar één officiële remix: de Monarchy 'Stylites' Remix.

### Hitnotering in Nederland/Vlaanderen
| Single met eventuele hitnotering(en) in de Nederlandse Top 40 | Datum van verschijnen | Datum van binnenkomst | Hoogste positie | Aantal weken | Opmerkingen                                             |
| ------------------------------------------------------------- | --------------------- | --------------------- | --------------- | ------------ | ------------------------------------------------------- |
| Bad romance                                                   | 2009                  | 28-11-2009            | 10              | 17           | nr. 7 in de Single Top 100 / Alarmschijf                |
| Telephone                                                     | 2010                  | 30-01-2010            | 6               | 22           | met Beyoncé / nr. 10 in de Single Top 100 / Alarmschijf |
| Alejandro                                                     | 10-05-2010            | 22-05-2010            | 4               | 16           | nr. 7 in de Single Top 100 / Alarmschijf                |

| Single met hitnotering(en) in de Vlaamse Ultratop 50 | Datum van verschijnen | Datum van binnenkomst | Hoogste positie | Aantal weken | Opmerkingen        |
| ---------------------------------------------------- | --------------------- | --------------------- | --------------- | ------------ | ------------------ |
| Bad romance                                          | 2009                  | 14-11-2009            | 2               | 28           | Goud               |
| Telephone                                            | 2010                  | 20-03-2010            | 1(5wk)          | 21           | met Beyoncé / Goud |
| Alejandro                                            | 2010                  | 29-05-2010            | 4               | 21           | Goud               |
| Dance in the dark                                    | 2010                  | 13-11-2010            | 33              | 3            |                    |

## Tracklist
| Nr. | Titel                   | Muziek                      | Duur  |
| --- | ----------------------- | --------------------------- | ----- |
| 1.  | Bad Romance             | Lady Gaga, RedOne           | 04:55 |
| 2.  | Alejandro               | Lady Gaga, RedOne           | 04:37 |
| 3.  | Monster                 | Lady Gaga, RedOne           | 04:09 |
| 4.  | Speechless              | Lady Gaga, Ron Fair         | 04:30 |
| 5.  | Dance in the Dark       | Lady Gaga, Fernando Garibay | 04:48 |
| 6.  | Telephone (met Beyoncé) | Lady Gaga, Rodney Jerkins   | 03:40 |
| 7.  | So Happy I Could Die    | Lady Gaga, RedOne           | 03:55 |
| 8.  | Teeth                   | Lady Gaga, Teddy Riley      | 03:40 |

| Nr. | Titel                                                          | Muziek                       | Duur  |
| --- | -------------------------------------------------------------- | ---------------------------- | ----- |
| 9.  | Bad Romance (Starsmith Remix) (Amerikaanse en Canadese iTunes) | Lady Gaga, RedOne, Starsmith | 04:55 |

| Nr. | Titel                                            | Muziek                                          | Duur  |
| --- | ------------------------------------------------ | ----------------------------------------------- | ----- |
| 1.  | Just Dance (met Colby O'Donis)                   | Lady Gaga, RedOne, Akon                         | 04:01 |
| 2.  | LoveGame                                         | Lady Gaga, RedOne                               | 03:36 |
| 3.  | Paparazzi                                        | Lady Gaga, Rob Fusari                           | 03:28 |
| 4.  | Poker Face                                       | Lady Gaga, RedOne                               | 03:57 |
| 5.  | I Like It Rough                                  | Lady Gaga, Kierszenbaum                         | 03:22 |
| 6.  | Eh, Eh (Nothing Else I Can Say)                  | Lady Gaga, Martin Kierszenbaum                  | 02:55 |
| 7.  | Starstruck (featuring Space Cowboy and Flo Rida) | Lady Gaga, Kierszenbaum, Space Cowboy, Flo Rida | 03:37 |
| 8.  | Beautiful, Dirty, Rich                           | Lady Gaga, Fusari                               | 02:52 |
| 9.  | The Fame                                         | Lady Gaga, Kierszenbaum                         | 03:42 |
| 10. | Money Honey                                      | Lady Gaga, RedOne, Bilal Hajji                  | 02:50 |
| 11. | Boys Boys Boys                                   | Lady Gaga, RedOne                               | 03:22 |
| 12. | Paper Gangsta                                    | Lady Gaga, RedOne                               | 04:23 |
| 13. | Brown Eyes                                       | Lady Gaga, Fusari                               | 04:03 |
| 14. | Summerboy                                        | Lady Gaga, Brian Kierulf, Josh Schwartz         | 04:13 |

| Nr. | Titel                                                                              | Duur |
| --- | ---------------------------------------------------------------------------------- | ---- |
| 15. | Disco Heaven (internationaal)                                                      |      |
| 16. | Again Again (Britse, Japanse en Australische edities)                              | 3:04 |
| 17. | Retro Dance Freak (Mexicaanse, Braziliaanse, Australische, Britse en Finse editie) | 3:22 |

## Verschijningsdata
| Regio               | Datum            | Gegevensdrager | Label                                        | Editie            |
| ------------------- | ---------------- | -------------- | -------------------------------------------- | ----------------- |
| Japan               | 18 november 2009 | cd, download   | Universal                                    | Deluxe            |
| Australië           | 20 november 2009 | cd, download   | Universal                                    | Deluxe            |
| Australië           | 20 november 2009 | cd, download   | Universal                                    | Limited           |
| Chili               | 20 november 2009 | cd, download   | Universal                                    | Standaard, Deluxe |
| Ierland             | 20 november 2009 | cd, download   | Universal                                    | Deluxe            |
| Duitsland           | 20 november 2009 | cd, download   | Universal                                    | Standaard, Deluxe |
| Verenigde Staten    | 23 november 2009 | cd, download   | Interscope, Streamline, Kon Live, Cherrytree | Deluxe            |
| Verenigd Koninkrijk | 23 november 2009 | cd, download   | Polydor                                      | Deluxe            |
| Verenigd Koninkrijk | 23 november 2009 | cd, download   | Polydor                                      | Deluxe            |
| Canada              | 23 november 2009 | cd, download   | Universal Music                              |                   |
| Brazil              | 27 november 2009 | cd, download   | Universal Music                              |                   |
| Verenigde Staten    | 28 november 2009 | cd, download   | Interscope, Streamline, Kon Live, Cherrytree | Standaard         |
| Canada              | 1 december 2009  | cd, download   | Universal Music                              | Standaard         |
| Verenigde Staten    | 15 december 2009 | Box-set        | Interscope, Streamline, Kon Live, Cherrytree | Super Deluxe      |
| Verenigde Staten    | 15 december 2009 | lp             | Interscope, Streamline, Kon Live, Cherrytree | Standard          |

## Hitnoteringen

### NederlandseAlbum Top 100
| Hitnotering: 28-11-2009 tot en met 11-12-2010 | Hitnotering: 28-11-2009 tot en met 11-12-2010 | Hitnotering: 28-11-2009 tot en met 11-12-2010 | Hitnotering: 28-11-2009 tot en met 11-12-2010 | Hitnotering: 28-11-2009 tot en met 11-12-2010 | Hitnotering: 28-11-2009 tot en met 11-12-2010 | Hitnotering: 28-11-2009 tot en met 11-12-2010 | Hitnotering: 28-11-2009 tot en met 11-12-2010 | Hitnotering: 28-11-2009 tot en met 11-12-2010 | Hitnotering: 28-11-2009 tot en met 11-12-2010 | Hitnotering: 28-11-2009 tot en met 11-12-2010 | Hitnotering: 28-11-2009 tot en met 11-12-2010 | Hitnotering: 28-11-2009 tot en met 11-12-2010 | Hitnotering: 28-11-2009 tot en met 11-12-2010 | Hitnotering: 28-11-2009 tot en met 11-12-2010 | Hitnotering: 28-11-2009 tot en met 11-12-2010 | Hitnotering: 28-11-2009 tot en met 11-12-2010 | Hitnotering: 28-11-2009 tot en met 11-12-2010 | Hitnotering: 28-11-2009 tot en met 11-12-2010 | Hitnotering: 28-11-2009 tot en met 11-12-2010 |
| Week:                                         | 1                                             | 2                                             | 3                                             | 4                                             | 5                                             | 6                                             | 7                                             | 8                                             | 9                                             | 10                                            | 11                                            | 12                                            | 13                                            | 14                                            | 15                                            | 16                                            | 17                                            | 18                                            | 19                                            |
| --------------------------------------------- | --------------------------------------------- | --------------------------------------------- | --------------------------------------------- | --------------------------------------------- | --------------------------------------------- | --------------------------------------------- | --------------------------------------------- | --------------------------------------------- | --------------------------------------------- | --------------------------------------------- | --------------------------------------------- | --------------------------------------------- | --------------------------------------------- | --------------------------------------------- | --------------------------------------------- | --------------------------------------------- | --------------------------------------------- | --------------------------------------------- | --------------------------------------------- |
| Positie:                                      | 12                                            | 21                                            | 23                                            | 22                                            | 20                                            | 18                                            | 15                                            | 13                                            | 14                                            | 13                                            | 13                                            | 17                                            | 20                                            | 18                                            | 19                                            | 25                                            | 18                                            | 18                                            | 20                                            |
| Week:                                         | 20                                            | 21                                            | 22                                            | 23                                            | 24                                            | 25                                            | 26                                            | 27                                            | 28                                            | 29                                            | 30                                            | 31                                            | 32                                            | 33                                            | 34                                            | 35                                            | 36                                            | 37                                            | 38                                            |
| Positie:                                      | 24                                            | 14                                            | 10                                            | 5                                             | 5                                             | 6                                             | 4                                             | 6                                             | 9                                             | 8                                             | 6                                             | 9                                             | 7                                             | 8                                             | 10                                            | 7                                             | 7                                             | 9                                             | 9                                             |
| Week:                                         | 39                                            | 40                                            | 41                                            | 42                                            | 43                                            | 44                                            | 45                                            | 46                                            | 47                                            | 48                                            | 49                                            | 50                                            | 51                                            | 52                                            | 53                                            | 54                                            | 55                                            |                                               |                                               |
| Positie:                                      | 8                                             | 13                                            | 9                                             | 9                                             | 11                                            | 10                                            | 24                                            | 27                                            | 29                                            | 34                                            | 31                                            | 42                                            | 38                                            | 47                                            | 44                                            | 37                                            | 38                                            | uit                                           |                                               |

### VlaamseUltratop 100Albums
| Hitnotering: 13-02-2010 tot en met | Hitnotering: 13-02-2010 tot en met | Hitnotering: 13-02-2010 tot en met | Hitnotering: 13-02-2010 tot en met | Hitnotering: 13-02-2010 tot en met | Hitnotering: 13-02-2010 tot en met | Hitnotering: 13-02-2010 tot en met | Hitnotering: 13-02-2010 tot en met | Hitnotering: 13-02-2010 tot en met | Hitnotering: 13-02-2010 tot en met | Hitnotering: 13-02-2010 tot en met | Hitnotering: 13-02-2010 tot en met | Hitnotering: 13-02-2010 tot en met | Hitnotering: 13-02-2010 tot en met | Hitnotering: 13-02-2010 tot en met | Hitnotering: 13-02-2010 tot en met | Hitnotering: 13-02-2010 tot en met | Hitnotering: 13-02-2010 tot en met | Hitnotering: 13-02-2010 tot en met | Hitnotering: 13-02-2010 tot en met | Hitnotering: 13-02-2010 tot en met |
| Week:                              | 1                                  | 2                                  | 3                                  | 4                                  | 5                                  | 6                                  | 7                                  | 8                                  | 9                                  | 10                                 | 11                                 | 12                                 | 13                                 | 14                                 | 15                                 | 16                                 | 17                                 | 18                                 | 19                                 | 20                                 |
| ---------------------------------- | ---------------------------------- | ---------------------------------- | ---------------------------------- | ---------------------------------- | ---------------------------------- | ---------------------------------- | ---------------------------------- | ---------------------------------- | ---------------------------------- | ---------------------------------- | ---------------------------------- | ---------------------------------- | ---------------------------------- | ---------------------------------- | ---------------------------------- | ---------------------------------- | ---------------------------------- | ---------------------------------- | ---------------------------------- | ---------------------------------- |
| Positie:                           | 13                                 | 17                                 | 21                                 | 27                                 | 22                                 | 10                                 | 8                                  | 11                                 | 11                                 | 9                                  | 9                                  | 7                                  | 9                                  | 12                                 | 6                                  | 2                                  | 7                                  | 7                                  | 5                                  | 1                                  |
| Week:                              | 21                                 | 22                                 | 23                                 | 24                                 | 25                                 | 26                                 | 27                                 | 28                                 | 29                                 | 30                                 | 31                                 | 32                                 | 33                                 | 34                                 | 35                                 | 36                                 | 37                                 | 38                                 | 39                                 | 40                                 |
| Positie:                           | 3                                  | 4                                  | 8                                  | 9                                  | 7                                  | 9                                  | 8                                  | 10                                 | 13                                 | 20                                 | 19                                 | 29                                 | 24                                 | 27                                 | 23                                 | 33                                 | 38                                 | 38                                 | 46                                 | 40                                 |
| Week:                              | 41                                 | 42                                 | 43                                 | 44                                 | 45                                 | 46                                 | 47                                 | 48                                 | 49                                 | 50                                 | 51                                 | 52                                 | 53                                 | 54                                 | 55                                 | 56                                 | 57                                 | 58                                 | 59                                 | 60                                 |
| Positie:                           | 55                                 | 50                                 | 43                                 | 54                                 | 61                                 | 58                                 | 53                                 | 60                                 | 66                                 | 73                                 |                                    |                                    |                                    |                                    |                                    |                                    |                                    |                                    |                                    |                                    |